# マウント・プレザント空軍基地
マウント・プレザント空軍基地（マウント・プレザントくうぐんきち、英語: RAF Mount Pleasant）は、イギリス領フォークランド諸島、東フォークランド島にあるイギリス空軍の基地である。正式名称はイギリス空軍基地マウント・プレザントであるが、マウント・プレザント空港（英語: Mount Pleasant Airport）とも呼ばれる。

## 概要
同諸島の領有を争うアルゼンチンとの間に1982年に勃発したフォークランド紛争後に、フォークランド諸島の空の護りを固めるための戦闘機を配備するのに建設された。アルゼンチンとの緊張緩和後は、フォークランド諸島で唯一の国際空港として機能し、IATAの3レターコードはMPNとなっている。

## 所在部隊
マウント・プレザント空軍基地に駐屯しているイギリス空軍の部隊はタイフーンFGR.4戦闘機4機を装備した防空部隊第1435飛行班、ボイジャー KC.2空中給油機1機とアトラス C.1輸送機1機を装備した支援部隊の第1312飛行班がある。ヘリコプター支援部隊として、かつては2機のウェストランド シーキングを装備した第1564飛行班も駐屯していたが、現在は民間が運用する機材に更新されている。これら航空隊を支援するため、VT グループとアグスタウェストランドから技術者が派遣された。
地上部隊には短期ローテーション配備の歩兵中隊、王立砲兵連隊から対空ミサイルスカイセイバーとレーダーを装備した第16王立砲兵連隊分遣隊が局地防衛などを担っている。
イギリス空軍
- 第905遠征航空団
  - 第1312飛行班（英語版） - ボイジャー KC.2、アトラス C.1
  - 第1435飛行班（英語版） - タイフーン FGR.4

イギリス陸軍
- 歩兵中隊（短期ローテーション配備（英語版））
- 第7防空群（英語版）
  - 第16王立砲兵連隊分遣隊（英語版） - スカイセイバー

イギリス海軍
- フォース（英語版）（HMS Forth, P222）（メア港（英語版）に駐留）

統合支援部隊
- 基地支援団
- 工兵・兵站団
- フォークランド諸島統合通信班
- 爆発物処理統合支援班
- 憲兵・警備統合支援班
- 通信統合支援班

民間
- ブリティッシュ・インターナショナル・ヘリコプターズ - S-61、AW189（英語版）

## 就航航空会社と就航都市

### 定期便
| 航空会社       | 就航地                                       |
| -------------- | -------------------------------------------- |
| エア・タンカー | チャーター便:ブライズ・ノートン空軍基地      |
| LATAM ブラジル | 季節運航:コルドバ、サンパウロ/グアルーリョス |
| LATAM チリ     | プンタ・アレーナス、リオ・ガジェゴス         |

### 不定期便
| 航空会社                             | 就航地     |
| ------------------------------------ | ---------- |
| フォークランド諸島行政府エアサービス | スタンリー |